# Grande discorde
Batailles
Chameau, Siffin, Nahrawân
On désigne par Grande discorde ou Première Fitna les évènements et la guerre civile entre musulmans à l’origine de la séparation entre sunnites, chiites et kharidjites.

## Déroulement
Elle commence par l'assassinat du troisième calife Othman au terme d'un siège de 49 jours (en), en raison d'une révolte. Les compagnons de Mahomet ayant élu Othman se réunissent pour demander à Ali, gendre du Prophète, d'accéder au califat. Avec le soutien de la population de Médine, celui-ci accepte. Muawiya, gouverneur de Syrie et cousin éloigné d'Othman, conteste la légitimité d'Ali. Il s'ensuit une guerre civile au sein du califat des Rachidoune, qui crée une scission entre partisans de Muawiya et d'Ali. En 661, Ali meurt assassiné par Abd-al-Rahman ibn Muljam, un kharidjite de la branche azraqite. Son fils Al-Hassan ibn Ali signe avec Muawiya un traité de paix (en) mettant fin à la guerre civile. D'après celui-ci, Muawiya peut se faire couronner calife, mais ne doit pas désigner de successeur. Le sixième calife fonde la dynastie des Omeyyades, mettant ainsi fin au Califat bien guidé.
Parmi les batailles, on peut citer la bataille du chameau en 656 et la bataille de Siffin en 657.

Division des territoires Rachidun : en vert Ali, en bleu Amr, en rouge Muʿawiya Ier

## Sources
- Tatiana Pignon, « Grande Discorde (al-fitna al-kubrâ) 655-661 », sur Les Clés du Moyen-Orient, 22 mars 2012 (consulté le 8 septembre 2014)